# Lophostethus congoicum
Lophostethus congoicum är en fjärilsart som beskrevs av Clark 1937. Lophostethus congoicum ingår i släktet Lophostethus och familjen svärmare. Inga underarter finns listade i Catalogue of Life.